# Colobothea pictilis
Colobothea pictilis là một loài bọ cánh cứng trong họ Cerambycidae.